# Rebeca Escribens
Rebeca Vicky Bárbara Lucila Escribens Pásara (Callao, 11 de junio de 1977), conocida como Rebeca Escribens, es una actriz, actriz de voz, presentadora de televisión, locutora radial y productora peruana.
Es más conocida por presentar el bloque América espectáculos, y pertenecer al grupo femenino Mujeres de la PM.

## Biografía
Es prima hermana del psicólogo y actor Javier Echevarría Escribens y tía de la Miss Perú 2023 Camila Escribens.
Escribens cursó estudios en diseño de moda, pero no los completó. Posteriormente, se especializó en diseño de interiores, aunque no ejerció activamente esta disciplina de forma profesional.

### Inicios en televisión
Debuta en la televisión participando en el programa concurso Buscando a la paquita peruana, conducido por Gian Marco y Mari Pili Barreda, en 1991. Posteriormente, lleva talleres de teatro con Aristóteles Picho, Roberto Ángeles y con Maritza Tutti. 
En 1995, condujo el programa Punto de quiebre.
En 1997, actúa en la telenovela La rica Vicky, como empleada de disquera.
En 2001, actúa en la telenovela Latin lover, como Silviana.
En febrero de 2002, condujo el programa matinal Utilísima, junto con Camucha Negrete y con la compañía de Reinaldo Dos Santos, Gigi Mitre y Mathías Brivio, por América Televisión, que duró hasta julio del mismo año.
En 2003, en el cine, participa en la película como Baño de damas, del director Michael Katz. En septiembre del mismo año, también actúa en la telenovela Luciana y Nicolás, como Andrea.
En noviembre de 2004, ingresó a Panamericana Televisión, donde condujo el programa Gente dmente, junto con Cristian Rivero.
En 2005, Escribens también condujo el programa de telerrealidad musical Superstar renovado y protagoniza el musical Evita, en el papel de Eva Perón. En junio del mismo año, condujo el programa de telerrealidad musical Camino a la fama, en reemplazo de Ernesto Pimentel, por ATV.
En noviembre de 2005, regresó a Panamericana Televisión, donde condujo el programa de telerrealidad musical Baila con las estrellas, que duró hasta en 2006.
En 2006, en el cine, participa en la película Talk show, de Sandro Ventura. A
Así mismo, asumió como productora y locutora del programa radial Madre, amiga y mujer, de la emisora Ritmo Romántica.
En el 2008, actúa en la telenovela Pobre millonaria, como Vanessa.
A fines de 2008, vuelve a su faceta de actriz antagonizando la telenovela Los Barriga.
En agosto de 2009, condujo el programa Que vivan las mujeres, por Global Televisión, que duró hasta en 2011.
En agosto de 2010, inicia su participación en el programa de telerrealidad El gran show, donde obtiene el octavo lugar. El año siguiente, actúa en la telenovela Ana Cristina, de ATV, como Lorena, y en la obra La chica del Maxim, como Madame Vidauban. En 2013, actúa en el musical La novicia rebelde y graba para la película Sueños de gloria.
En julio de 2013, regresó a América Televisión, donde condujo el programa nocturno A las once, junto con Augusto Thorndike, posteriormente con Fernanda Kanno, que duró hasta julio de 2015. Actualmente, es conductora del bloque de espectáculos del noticiero América noticias: Primera edición.

## Filmografía

### Televisión

#### Programas
- Buscando a la paquita peruana (1991), como concursante
- Punto de quiebre
- Utilísima (2002), como presentadora
- Nuestro negocio (2002), como presentadora
- Superstar (2004), como copresentadora invitada[13]
- ¡Despierta América! (2004), como coanfitriona
- Gente dmente (2004-2005), como presentadora[14]
- Superstar renovado (2005), como presentadora[13]
- Camino a la fama (2005), como presentadora
- Baila con las estrellas (2005-2006), como presentadora
- Bailando por un sueño (2008), como Invitada (secuencia: «El desafío»)
- Que vivan las mujeres (2009-2011), como presentadora
- El gran show (2010), como refuerzo especial
- El gran show (2010), como concursante (9° puesto, quinta eliminada)
- Reyes del show (2010), como concursante (8.° puesto, primera eliminada)
- Teletón 2012: Todos somos Teletón (edición especial, 2012), como embajadora de la teletón
- Dos sapos, una reina (2013), como presentadora invitada
- Pequeños gigantes (2013), como jueza invitada
- A las once (2013-2015), como presentadora[15]
- Teletón 2013: Súmate a la Teletón (edición especial, 2013), como presentadora
- Espectáculos en América (2014-2019), como copresentadora
- Gisela, el gran show (2014) como Invitada (secuencia: «Mi hombre puede»)
- Edición Limitada (2015) como presentadora
- América noticias: Primera edición (2015-presente) como presentadora (bloque: «América espectáculos»)
- América noticias: Edición del mediodía como presentadora suplente (bloque: «América espectáculos»)
- América noticias: Edición central como presentadora suplente (bloque: «América espectáculos»)
- El gran show (2016), como jueza invitada (jurado VIP)[16]
- El Miss Perú 2016 (edición especial, 2016), como jueza
- El Miss Perú Universo 2016 (edición especial, 2016), como jueza
- Mujeres sin filtro (2017-2019), como presentadora
- El gran show (2017), como invitada (secuencia: «Este es mi show»)
- Campeonato mundial de baile (2017), como jueza invitada (jurado VIP)
- Gisela busca... el amor (2018), como Invitada
- + Espectáculos: Primera edición (2018-presente), como presentadora
- EEG: El gran clásico (2018), como invitada
- El artista del año (2018), como invitada (secuencia: «El desafío»)[17]
- EEG: El gran clásico (2018), como invitada
- + Espectáculos: Edición del mediodía (2019-2022), como presentadora
- El dúo perfecto (2019), como jueza invitada (jurado VIP)
- EEG: El gran clásico (2019), como invitada y concursante invitada
- El reventonazo de la chola (2019), como invitada
- En boca de todos (2019, 2020 y 2021), como invitada
- Estás en todas (2019, 2020, 2021 y 2022), como invitada
- Americlub (2019 y 2022), como invitada
- Cocina con Ignacio Baladán y Danny Rosales (2019), como concursante invitada
- EEG: El siguiente nivel (2020), como invitada
- #Dilo con Jannina Bejarano (2020), como invitada
- EEG 20/20 (2020), como invitada
- Mujeres de la PM (2021-presente), como presentadora
- América hoy 2020 (2019), como invitada
- EEG: El origen (2021), como jueza invitada (secuencias: «Guerra de TikTok» y «Tiktokers: Amigos y rivales»)
- + Espectáculos (2022-presente), como copresentadora
- EEG: 10 años (2022), como invitada
- La Linares (2022), como invitada
- Mujeres de la PM (2023), como presentadora
- Esto es guerra: Los Reclutas (2025), como presentadora invitada

#### Series y telenovelas
- La rica Vicky (1997-1998), como empleada de disquera
- María Rosa, búscame una esposa (2000), como Yolanda García
- Latin lover (2001), como Silvana
- Latin lover (versión extendida, 2001), como Silvana
- Luciana y Nicolás (2003-2004), como Andrea
- Teatro desde el teatro (2004-2008), varios roles
- Nunca te diré adiós (2005)
- Desde tu butaca (2006)
- Latin lover 2: Bellas y ambiciosas (2006), como Silvana
- Pobre millonaria (2008), como Vanessa
- Los Barriga (2008-2009), como Isabella Luján
- Ana Cristina (2011), como Lorena Marshall
- Solamente milagros (2013), episodio: «Mi infierno»
- Amores que matan (2016), como Fernanda (episodio: «Mejor solas»)
- Te volveré a encontrar (piloto, 2018), como Silvia Pinillos Escobar
- Te volveré a encontrar (2020), como secretaria Silvia Pinillos Escobar
- Al fondo hay sitio (2022), como Reyna Pachas (anuncio televisivo)

### Cine
- Baño de damas (2003), como Nora
- Talk show (2006)
- La búsqueda del diente mágico (2009), rol de voz
- Sueños de gloria (2013), como Mercedes de Alvarado
- Utopía, la película (2018)
- Recontra loca (2019), como señora del auto
- Locos de amor 3 (2020)[18]

## Teatro
- Evita (2005), como Eva María Duarte/María Eva Duarte de Perón/Eva Perón/Evita (teatro: Teatro Segura)
- La chica del Maxim (2011), como Madame Vidauban (teatro: Teatro Peruano Japonés)
- La novicia rebelde (2013)
- Dos más dos (2018), comedia, como Julieta (teatro: Teatro Pirandello). Basado en una película argentina del mismo título del 2012 y adaptado por Los Productores.[19]
- Pronto crecerán (Madre, el musical), 2019
- Madres, el musical (Mi bebé viene pronto), 2019

## Radio
- Madre, amiga y mujer como locutora (también productora). Ritmo Romántica.[20]
- Radio Teletón 2013 (2013), como presentadora.

## Eventos

### Certámenes de belleza
- El Miss Perú 2016 (2016), como jurado
- El Miss Perú Universo 2016 (2016), como jurado

## Discografía

### Temas musicales
- «Pobre secretaria» (nueva versión de 2017)
- «Locos de amor» (nueva versión de 2020), tema para Locos de amor 3
- «Y como es él» (nueva versión de 2021), con George Slebi

### Bandas sonoras
- Locos de amor 3 (2020)

## Premios y nominaciones
| Año  | Premio                       | Categoría                     | Trabajo              | Resultado   | Ref.   |
| ---- | ---------------------------- | ----------------------------- | -------------------- | ----------- | ------ |
| 2005 | Premios Luces de El Comercio | Revelación televisiva del año | Ella misma           | Desconocido |        |
| 2019 | Premios Luces de El Comercio | Mejor conducción              | América espectáculos | Nominada    | [ 21 ] |
| 2020 | Premios Luces de El Comercio | Mejor conducción              | América espectáculos | Ganadora    | [ 22 ] |
| 2021 | Premios Luces de El Comercio | Mejor conducción              | América espectáculos | Nominada    | [ 23 ] |
| 2024 | Premios Luces de El Comercio | Mejor conducción              | América espectáculos | Nominada    | [ 24 ] |